# Cystiscinae
Sous-famille
Les Cystiscinae sont une sous-famille de mollusques gastéropodes marins de la famille des Cystiscidae.

## Liste des genres
Selon World Register of Marine Species (9 mai 2023) :
- Crithe Gould, 1860
- Cystiscus W. Stimpson, 1865
- Extra Jousseaume, 1894
- Gibberula Swainson, 1840
- Inbiocystiscus Ortea & Espinosa, 2001
- Intelcystiscus Ortea & Espinosa, 2001
- Pachybathron Gaskoin, 1853
- Persicula Schumacher, 1817
- Ticocystiscus Espinosa & Ortea, 2002
- Ticofurcilla Espinosa & Ortea, 2003

## Systématique
La famille des Cystiscinae est attribuée en 1865 au zoologiste américain William Stimpson (1832-1872).